# Annie Lindqvist
Anna "Annie" Viktoria Lindqvist, född 29 juni 1893 i Jomala i Ålands län i Finland, död 24 april 1980 i Uppsala, var en finländsk-svensk skulptör.
Hon var dotter till lantbrukaren Fredrik Vilhelm Grönlund och Anna Erika Nyman och från 1931 gift med professor Natan Lindqvist. Hon studerade teckning och skulptur vid olika kurser i Uppsala på 1920-talet och fick möjlighet att studera skulptur för Bror Hjorth 1942. Hon medverkade i utställningar med Uplands konstförening. Hennes konst består huvudsakligen av porträttskulpturer och i en mindre utsträckning djurskulpturer utförda i lera och gips. Bland hennes arbeten märks porträtten av skalden Olof Thunman, biskop Tor Andræ och professorerna Axel Brusewitz, Åke Wilton samt Jöran Sahlgren.  